# Indokinesisk alkippa
Indokinesisk alkippa (Alcippe grotei) är en fågel som numera placeras i den nyligen erkända tättingfamiljen alkippor.

## Utseende och läten
Indokinesisk alkippa är en 16,5 cm lång grå och brun fågel. Den är grå på mantel och hjässa, rostbrun på resten av ovansidan. Huvudet har en brunaktig ton med ett svart ögonbrynsstreck som sträcker sig bakot nacken. Undersidan är vitaktig. Den är mycket lik bergalkippan, men skiljer sig genom bruna flanker och svagare ring runt ögat. Sången beskrivs i engelsk litteratur som "yu-chi-chiwi-chuwoo, yu-uwit-ii-uwoo", medan bergalkippan återges "yi-yuii-uwee-uwee".

## Utbredning och systematik
Indokinesisk alkippa delas in i två underarter med följande utbredning:
- Alcippe grotei grotei – förekommer i norra och centrala Annam och angränsande Laos
- Alcippe grotei eremita – förekommer i sydöstra Thailand

Tidigare behandlades den som underart till bergalkippan (Alcippe peracensis) men urskiljs numera som egen art. Detta stöds av genetiska studier.

### Släktes- och familjetillhörighet
Länge placerades arterna i Schoeniparus, Lioparus, Fulvetta och Alcippe i ett och samma släkte, Alcippe, men flera genetiska studier visar att de är långt ifrån varandras närmaste släktingar och förs nu istället vanligen till flera olika familjer, där arterna till Alcippe verkade utgöra systergrupp till fnittertrastarna och fördes till den familjen. Senare genetiska studier har dock visat att de utgör en mycket gammal utvecklingslinje och urskiljs därför av exempelvis tongivande International Ornithological Congress (IOC) till en egen familj, Alcippeidae.

## Levnadssätt
Fågeln hittas i städsegrön lövskog och ungskog. Den ses vanligen i par eller smågrupper med upp till sju individer, ofta tillsammans med andra arter. Födan består av insekter. Den bygger ett litet skålformat bo av döda löv och mossa och placerar det i en buske, ett sly eller i en ormbunke. Den lägger två ägg.

## Status
Arten har ett stort utbredningsområde och internationella naturvårdsunionen IUCN kategoriserar arten som livskraftig. Beståndsutvecklingen är dock oklar.

## Namn
Fågelns vetenskapliga artnamn hedrar den tyske ornitologen och lingvisten Hermann Grote (1882-1951).